# Argus Range
Argus Range je pohoří na jihovýchodě Kalifornie, v krajích Inyo County a San Bernardino County.
Pohoří má délku okolo 60 kilometrů a největší šířku okolo 15 kilometrů. Rozkládá se mezi údolím Panamint Valley na východě a pohořím Coso Range a údolím Searles Valley na západě.
Argus Range tvoří západní část Velké pánve. Nejvyšší horou je Maturango Peak s nadmořskou výškou 2 694 m.